# Peter Lupus
Peter Lupus (17 de junio de 1932) es un actor y fisicoculturista estadounidense.

## Carrera de actor
Nacido en Indianapolis, Indiana, EE. UU., empezó su carrera de actor en 1962, interpretando a Tarzán en el show televisivo: The Jack Benny Program, en 1964 filma las películas italianas: Ercole contro i tiranni di Babilonia, seguida de Il mistero dell'isola maledetta - Golia al gladiadores la conquista di Bagdad - Il gladiatore che sfidò l'impero, cuatro filmes de gladiadores Romanos.
En 1966 la cadena de televisión CBS le ofreció el papel de Willy Armitage, en la serie Misión Imposible, Armitage era el hombre musculoso del equipo, acompañaban a Lupus: Steven Hill como Daniel Briggs - Martin Landau como Rollin Hand - Barbara Bain como Cinnamon Carter - Greg Morris como Barney Collier. Lupus intervino en 158 capítulos entre 1966 - 1973.

## A partir de los años 80
En los años 80 tuvo participaciones en La Isla de la Fantasía - B.J. and the Bear - Police Squad! 1982 interpretando al Detective Nordberg - The Escapist {film} - Pulsaciones {film} -
Assassination 1987 con Charles Bronson - Hangfire 1991 con Brad Davis. En 2010 actúa en A Fighting Chance con Martin Landau.